# Taunusstein
Taunusstein è un comune tedesco di 30 810 abitanti, situato nel land dell'Assia.

## Sport
La squadra calcistica cittadina è il SV Wehen Wiesbaden, che è anche il club della vicina città di Wiesbaden.